# Camille Polonceau
Jean-Barthelémy Camille Polonceau, (Chambéry, 29. listopada 1813. — Viry-Châtillon, 21. rujna 1859.), bio je francuski inženjer. Njegov otac je bio Antoine-Rémy Polonceau.
Polonceau je bio inženjer željezničkih sustava a kasnije direktor nekoliko željezničkih kompanija. Uveo je razna poboljšanja materijala upotrebljavanih u željezničkom prometu. Izumio je, po njemu kasnije nazvanu, krovnu konstrukciju, "ferme Polonceau". Zajedno s Augusteom Perdonnetom objavio je u to vrijeme vrlo poznato djelo  Portefeuille de l’ingénieur des chemins de fer (tri dijela, 1843., reizdanje 1859). Njegovo ime nalazi se na popisu 72 znanstvenika ugraviranih na Eifellovom tornju.